# ワイン王国
株式会社ワイン王国（ワインおうこく、英語表記: WINE KINGDOM Publishing Inc）は、東京都港区元麻布三丁目8番4号に本社を置く出版社。2005年（平成17年）6月2日に設立された。販売提携は同じ住所にあるステレオサウンド。
社名と同名の隔月刊のワイン専門雑誌『ワイン王国』を出版しており、特に指定しない場合は同誌を指すことも多い。

## 月刊ワイン王国
隔月刊のワイン専門誌。正式名は『ワイン王国』であるが、会社名と同一であるため、区別して『月刊ワイン王国』あるいは『隔月刊ワイン王国』などとも記載される。発行部数は50,000部。英字表記は『THE WINE KINGDOM』。日本のワイン専門誌としては最大発行部数としており、自ら「トップメディア」としている。創刊は1999年（平成11年）で、当初はステレオサウンドから『料理王国』などと共に発刊されていた。偶数月の5日に出版されており、『別冊ビール王国』なども発刊されている。